# Wheel of Time (film)
Wheel of Time is een Duitse documentairefilm uit 2003, geregisseerd, geschreven en geproduceerd door Werner Herzog. De documentaire behandelt het Tibetaans boeddhisme. De titel verwijst naar de Kalachakra zandmandala, die een rode draad vormt in de documentaire.

## Inhoud
De documentaire legt de twee initiaties van de Kalachakra vast die in 2002 werden uitgevoerd door de 14e dalai lama, Tenzin Gyatso. De eerste, in Bodhgaya (India), werd afgebroken omdat de dalai lama ziek werd. Later dat jaar werd het evenement nogmaals gehouden; ditmaal in Graz (Oostenrijk). De eerste locatie in de film is de Bodhgaya, de plaats van de Mahabodi tempel en de Bodhiboom. Vervolgens wordt de bedevaartsroute op de Kailash getoond. Ten slotte laat de film de bijeenkomst in Graz zien.
Daarnaast bevat deze documentaire een persoonlijk interview met de dalai lama, en met Takna Jigme Sangpo, een voormalig politiek gevangene die 37 jaar in een Chinese gevangenis heeft gezeten wegens zijn steun aan de Internationale Tibetaanse vrijheidsbeweging.
In de documentaire komen de volgende personen aan het woord: Werner Herzog (verteller); Tenzin Gyatso (dalai lama); Lhündrup Woeser (lama); Takna Jigme Sangpo; Matthieu Ricard; Madhurita Negi Anand; Tenzin Dhargye; Ven. Geshe; Manfred Klell; Chungdak D. Koren; Thupten Tsering Mukhimsar.